# Kalamunda City
Koordinaten: 31° 58′ S, 116° 3′ O

Die City of Kalamunda ist ein lokales Verwaltungsgebiet (LGA) im australischen Bundesstaat Western Australia. Kalamunda gehört zur Metropole Perth, der Hauptstadt von Western Australia. Das Gebiet ist 324 km² groß und hat etwa 59.000 Einwohner (2021).

## Geografie
Kalamunda liegt am westlichen Rand des Stadtgebiets von Perth etwa 13 bis 30 km östlich des Stadtzentrums. Der Sitz des City Councils befindet sich im Stadtteil Kalamunda, wo etwa 7150 Einwohner leben (2021). Weitere Stadtteile in der LGA sind Bickley, Canning Mills, Carmel, Forrestfield, Gooseberry Hill, Hacketts Gully, High Wycombe, Lesmurdie, Maida Vale, Paulls Valley, Pickering Brook, Piesse Brook, Walliston und Wattle Grove.
Bis zum 23. Juni 1961 war Kalamunda ein Road District und erhielt dann nach einer Local-Government-Reform wie die anderen vergleichbaren Gebiete in Westaustralien den Status eines Shires. 2017 wurde Kalamunda zu einer städtischen LGA und trägt seit 1. Juli dieses Jahres die Bezeichnung City.

## Verwaltung
Der Kalamunda Council hat neun Mitglieder. Je zwei Councillor werden von den Bewohnern der vier Wards (South East, South West, North und North West Ward) gewählt. Die vier Bezirke sind unabhängig von den Stadtteilen festgelegt. Der Ratsvorsitzende und Mayor (Bürgermeister) wird zusätzlich von allen Bewohnern der City gewählt.

## Persönlichkeiten
- Melissa Hoskins (1991–2023), Radrennfahrerin